# Rally Rías Baixas de 1994
El Rally Rías Baixas de 1994 fue la 30.ª edición del rally y la 10.ª ronda de la temporada 1994 del Campeonato de España de Rally. Se celebró entre el 23 y el 25 de septiembre de 1994, con salida y llegada en la ciudad de Vigo.

## Recorrido
El Rallye se disputó en una sola etapa, divida en 4 secciones, con un total de quince tramos a disputar. La primera y segunda sección, se componía de 3 tramos (Camos, Chenlo y Salceda) a doble pasada, y la tercera y cuarta sección, de los tramos (Celeiros-Guillade, Sabaxans y Barcia de Mera) con tres pasadas a cada uno.

## Clasificación final
| Pos. | Piloto            | Copiloto          | Automóvil               | Tiempo  | Diferencia |
| ---- | ----------------- | ----------------- | ----------------------- | ------- | ---------- |
| 1.   | Borja Moratal     | Alfredo Rodríguez | Peugeot 306 S16         | 1:55:10 | 0.0        |
| 2.   | Germán Castrillón | Manel López       | Ford Escort RS Cosworth | 1:56.34 | +1:24      |
| 3.   | Javier Azcona     | Juan Louro        | Renault Clio Williams   | 2:00.38 | +5:28      |
| 4.   | Miguel Dopico     | Álvaro Louro      | Ford Escort RS Cosworth | 2:04:51 | +9:41      |
| 5.   | Jorge Pérez       | Luis Pérez        | Renault Clio Williams   | 2:05:32 | +10:22     |
| 6.   | Emilio Barros     | Bandera de España | Renault Clio 16V        | 2:08:39 | +13:29     |
| 7.   | Vicente Posada    | Sergio Freire     | Citroën AX Sport        | 2:10:45 | +15:35     |
| 8.   | J.Carlos Taboas   | Luis Fernández    | Hyundai Pony 1.5 GSI    | 2:12:15 | +17:05     |
| 9.   | Óscar Outeiriño   |                   | Renault 5 GT Turbo      | 2:12:53 | +17:43     |
| 10.  | José López        | Bandera de España | Peugeot 205 Rallye      | 2:13:11 | +18:01     |